# Hammoor
Hammoor er en by og kommune i det nordlige Tyskland, beliggende i Amt Bargteheide-Land under Kreis Stormarn. Kreis Stormarn ligger i den sydøstlige del af delstaten Slesvig-Holsten.

## Geografi
Hammoor ligger øst for Bargteheide ca. 25 nordøst for Hamborg. Autobahnkreuz Bargteheide hvor motorvejene A1 (Heiligenhafen - Saarbrücken) og A21 (Stolpe - Bargteheide), ligger i den østlige del af kommunen. Også Bundesstraße 404 (Kiel - Lüneburg) fortsætter mod syd fra krydset.